# Mine Casa Berardi
La mine Casa Berardi est une mine d’or et d'argent, en opération depuis 1988. Elle est située au nord de Villebois, en Eeyou Istchee Baie-James, dans le Nord-du-Québec. Cette mine souterraine et à ciel ouvert est la propriété de la minière Hecla Mining Company,.

## Exploitation
Le complexe de la mine Casa Berardi exploite deux puits souterrains, nommés mine Est et mine Ouest, ainsi qu’une mine à ciel ouvert. Les réserves minérales du complexe, incluant ses fosses non exploitées, permettent de prévoir une exploitation du site jusqu’en 2034. Entre 2022 et 2024, l'ouverture de trois puits à ciel ouverts est anticipée.
Les premiers claims de la future mine sont jalonnés en 1974, et les premiers forages effectués en 1981. En 1988, la mine Est entre en opération, suivie de la mine Ouest, deux ans plus tard. Celles-ci demeurent en opération jusqu’en 1997. L’année suivante toutefois, l’exploration reprend et de nouvelles découvertes de minerai sont faites. Celles-ci permettent la réouverture de la mine Ouest, en 2007. En 2016, la fosse de la mine Est est aussi remise en opération.

## Propriétaires
| Années      | Entreprises          |
| ----------- | -------------------- |
| 1974-1991   | Inco                 |
| 1991-1998   | TVX                  |
| 1998-2013   | Mines Aurizon        |
| Depuis 2013 | Hecla Mining Company |

## Acceptabilité sociale

Logo de l'entreprise Hecla Mining.

En 2020, la filiale Hecla Québec signe une entente de collaboration avec la Première Nation Abitibiwinni, aussi connue sous le nom de Pikogan, afin d’assurer des retombées auprès de la communauté autochtone vivant près de la mine Casa Berardi. Les retombées souhaitées touchent notamment les perspectives d’emploi des membres de la Nation Abitibiwinni, la formation mais aussi les questions environnementales. La mine est aussi un employeur important dans le secteur des localités de Villebois et de Valcanton.